# 캄보디아 축구 국가대표팀
캄보디아 축구 국가대표팀(크메르어: ក្រុមបាល់ទាត់ជម្រើសជាតិកម្ពុជា)은 캄보디아를 대표하는 축구 국가대표팀으로 캄보디아 축구 협회에서 관리하며 현재 아시아 축구 최약체로 평가받는 팀들 중 하나로 손꼽힌다. 별칭은 '로얄 크메르' '앙코르 전사'로 알려져 있으며 1956년 3월 17일 말레이시아와의 국제 A매치 데뷔전에서 2-9로 대패 했으며 모로독 테초 국립 경기장을 홈 구장으로 사용하고 있다.

## 국제 대회 경력

### FIFA 월드컵
라오스와의 2014년 FIFA 월드컵 아시아 지역 1차 예선 1차전에서 4-2로 승리를 거두며 월드컵 지역 예선 첫 승을 올린 뒤 마카오와의 2018년 FIFA 월드컵 아시아 지역 1차 예선에서도 1·2차전 합계 4-1(1차전 3-0 승, 2차전 1-1 무)로 승리하며 사상 첫 월드컵 지역 2차 예선에 진출했다.

### AFC 아시안컵
캄보디아의 아시안컵 본선 출전은 1972년 대회가 현재까지도 유일하며 이 대회 B조 조별리그 최종전에서 쿠웨이트를 4-0으로 대파하면서 준결승에 이름을 올렸으나 그 이후의 아시안컵 본선 출전은 없는 상태이다.

### AFC 챌린지컵
챌린지컵 본선에는 2006년 대회에 유일하게 참가하여 조별리그에서 탈락했다. 그나마 괌과의 D조 조별리그 최종전에서 3-0의 완승을 거두면서 1972년 아시안컵 이후 34년만에 AFC 주관 대회에서 승리를 따냈지만 이후 2008년 대회부터 마지막 대회인 2014년 대회까지 모두 예선 탈락하면서 단 한번도 본선에 오르지 못했다.

### 아시안 게임
아시안 게임에는 2번 참가하여 역시 2번의 대회에서 조별리그 탈락의 고배를 마셨고 그나마 1970년 대회에서 말레이시아를 상대로 2-0의 승리를 거두며 아시안 게임 사상 첫 승을 챙겼다.

### 아세안 챔피언십
초대 대회인 1996년 첫 출전 이후 현재까지 조별리그를 통과한 기록은 없지만 2022년 대회에서 필리핀을 조별리그 첫 경기에서 20년만에 꺾은데 이어 같은 최약체팀인 브루나이와의 3차전에서 5-1로 대파하며 캄보디아 축구 역사상 아세안 챔피언십 역대 최고 성적을 거두었다.

## 기타 국제 대회 경력
1972년 코리아컵 국제축구대회에서는 미얀마와 함께 공동 우승을 거머쥐었고 베트남 인디펜던스컵에서는 단독 우승을 차지했으며 1972년 자카르타 창립 기념대회에서는 3위에 입상했다.

## FIFA 월드컵
| 년도   | 결과      | 순위      | 경기      | 승        | 무*       | 패        | 득점      | 실점      | 승점      | 경기                                        | 승        | 무*       | 패        | 득점      | 실점      | 승점      |
| ------ | --------- | --------- | --------- | --------- | --------- | --------- | --------- | --------- | --------- | ------------------------------------------- | --------- | --------- | --------- | --------- | --------- | --------- |
| 1930년 | 독립 이전 | 독립 이전 | 독립 이전 | 독립 이전 | 독립 이전 | 독립 이전 | 독립 이전 | 독립 이전 | 독립 이전 | 독립 이전                                   | 독립 이전 | 독립 이전 | 독립 이전 | 독립 이전 | 독립 이전 | 독립 이전 |
| 1934년 | 독립 이전 | 독립 이전 | 독립 이전 | 독립 이전 | 독립 이전 | 독립 이전 | 독립 이전 | 독립 이전 | 독립 이전 | 독립 이전                                   | 독립 이전 | 독립 이전 | 독립 이전 | 독립 이전 | 독립 이전 | 독립 이전 |
| 1938년 | 독립 이전 | 독립 이전 | 독립 이전 | 독립 이전 | 독립 이전 | 독립 이전 | 독립 이전 | 독립 이전 | 독립 이전 | 독립 이전                                   | 독립 이전 | 독립 이전 | 독립 이전 | 독립 이전 | 독립 이전 | 독립 이전 |
| 1950년 | 독립 이전 | 독립 이전 | 독립 이전 | 독립 이전 | 독립 이전 | 독립 이전 | 독립 이전 | 독립 이전 | 독립 이전 | 독립 이전                                   | 독립 이전 | 독립 이전 | 독립 이전 | 독립 이전 | 독립 이전 | 독립 이전 |
| 1954년 | 독립 이전 | 독립 이전 | 독립 이전 | 독립 이전 | 독립 이전 | 독립 이전 | 독립 이전 | 독립 이전 | 독립 이전 | 독립 이전                                   | 독립 이전 | 독립 이전 | 독립 이전 | 독립 이전 | 독립 이전 | 독립 이전 |
| 1958년 | 불참      | 불참      | 불참      | 불참      | 불참      | 불참      | 불참      | 불참      | 불참      | 불참                                        | 불참      | 불참      | 불참      | 불참      | 불참      | 불참      |
| 1962년 | 불참      | 불참      | 불참      | 불참      | 불참      | 불참      | 불참      | 불참      | 불참      | 불참                                        | 불참      | 불참      | 불참      | 불참      | 불참      | 불참      |
| 1966년 | 불참      | 불참      | 불참      | 불참      | 불참      | 불참      | 불참      | 불참      | 불참      | 불참                                        | 불참      | 불참      | 불참      | 불참      | 불참      | 불참      |
| 1970년 | 불참      | 불참      | 불참      | 불참      | 불참      | 불참      | 불참      | 불참      | 불참      | 불참                                        | 불참      | 불참      | 불참      | 불참      | 불참      | 불참      |
| 1974년 | 불참      | 불참      | 불참      | 불참      | 불참      | 불참      | 불참      | 불참      | 불참      | 불참                                        | 불참      | 불참      | 불참      | 불참      | 불참      | 불참      |
| 1978년 | 불참      | 불참      | 불참      | 불참      | 불참      | 불참      | 불참      | 불참      | 불참      | 불참                                        | 불참      | 불참      | 불참      | 불참      | 불참      | 불참      |
| 1982년 | 불참      | 불참      | 불참      | 불참      | 불참      | 불참      | 불참      | 불참      | 불참      | 불참                                        | 불참      | 불참      | 불참      | 불참      | 불참      | 불참      |
| 1986년 | 불참      | 불참      | 불참      | 불참      | 불참      | 불참      | 불참      | 불참      | 불참      | 불참                                        | 불참      | 불참      | 불참      | 불참      | 불참      | 불참      |
| 1990년 | 불참      | 불참      | 불참      | 불참      | 불참      | 불참      | 불참      | 불참      | 불참      | 불참                                        | 불참      | 불참      | 불참      | 불참      | 불참      | 불참      |
| 1994년 | 불참      | 불참      | 불참      | 불참      | 불참      | 불참      | 불참      | 불참      | 불참      | 불참                                        | 불참      | 불참      | 불참      | 불참      | 불참      | 불참      |
| 1998년 | 예선 탈락 | 예선 탈락 | 예선 탈락 | 예선 탈락 | 예선 탈락 | 예선 탈락 | 예선 탈락 | 예선 탈락 | 예선 탈락 | 6                                           | 0         | 1         | 5         | 2         | 27        | 1         |
| 2002년 | 예선 탈락 | 예선 탈락 | 예선 탈락 | 예선 탈락 | 예선 탈락 | 예선 탈락 | 예선 탈락 | 예선 탈락 | 예선 탈락 | 6                                           | 0         | 1         | 5         | 2         | 22        | 1         |
| 2006년 | 불참      | 불참      | 불참      | 불참      | 불참      | 불참      | 불참      | 불참      | 불참      | 불참                                        | 불참      | 불참      | 불참      | 불참      | 불참      | 불참      |
| 2010년 | 예선 탈락 | 예선 탈락 | 예선 탈락 | 예선 탈락 | 예선 탈락 | 예선 탈락 | 예선 탈락 | 예선 탈락 | 예선 탈락 | 2                                           | 0         | 0         | 2         | 1         | 5         | 0         |
| 2014년 | 예선 탈락 | 예선 탈락 | 예선 탈락 | 예선 탈락 | 예선 탈락 | 예선 탈락 | 예선 탈락 | 예선 탈락 | 예선 탈락 | 2                                           | 1         | 0         | 1         | 6         | 8         | 3         |
| 2018년 | 예선 탈락 | 예선 탈락 | 예선 탈락 | 예선 탈락 | 예선 탈락 | 예선 탈락 | 예선 탈락 | 예선 탈락 | 예선 탈락 | 10                                          | 1         | 1         | 8         | 5         | 28        | 4         |
| 2022년 | 예선 탈락 | 예선 탈락 | 예선 탈락 | 예선 탈락 | 예선 탈락 | 예선 탈락 | 예선 탈락 | 예선 탈락 | 예선 탈락 | 10                                          | 2         | 1         | 7         | 6         | 44        | 7         |
| 2026년 | 예선 탈락 | 예선 탈락 | 예선 탈락 | 예선 탈락 | 예선 탈락 | 예선 탈락 | 예선 탈락 | 예선 탈락 | 예선 탈락 | 2                                           | 0         | 1         | 1         | 0         | 1         | 1         |
| 합계   |           |           |           |           |           |           |           |           |           | 26                                          | 2         | 3         | 21        | 16        | 90        | 9         |
|        |           |           |           |           |           |           |           |           |           | 월드컵 예선 승점 순위 : 187위 (아시아 40위) |           |           |           |           |           |           |

## AFC 아시안컵
| AFC 아시안컵 기록 | AFC 아시안컵 기록             | AFC 아시안컵 기록             | AFC 아시안컵 기록             | AFC 아시안컵 기록             | AFC 아시안컵 기록             | AFC 아시안컵 기록             | AFC 아시안컵 기록             | AFC 아시안컵 기록             | AFC 아시안컵 기록             | AFC 아시안컵 예선 기록           | AFC 아시안컵 예선 기록           | AFC 아시안컵 예선 기록           | AFC 아시안컵 예선 기록           | AFC 아시안컵 예선 기록           | AFC 아시안컵 예선 기록           | AFC 아시안컵 예선 기록           |
| 년도              | 결과                          | 순위                          | 경기                          | 승                            | 무*                           | 패                            | 득점                          | 실점                          | 승점                          | 경기                             | 승                               | 무*                              | 패                               | 득점                             | 실점                             | 승점                             |
| ----------------- | ----------------------------- | ----------------------------- | ----------------------------- | ----------------------------- | ----------------------------- | ----------------------------- | ----------------------------- | ----------------------------- | ----------------------------- | -------------------------------- | -------------------------------- | -------------------------------- | -------------------------------- | -------------------------------- | -------------------------------- | -------------------------------- |
| 1956년            | 예선 탈락                     | 예선 탈락                     | 예선 탈락                     | 예선 탈락                     | 예선 탈락                     | 예선 탈락                     | 예선 탈락                     | 예선 탈락                     | 예선 탈락                     | 2                                | 0                                | 1                                | 1                                | 5                                | 11                               | 1                                |
| 1960년            | 기권                          | 기권                          | 기권                          | 기권                          | 기권                          | 기권                          | 기권                          | 기권                          | 기권                          | 기권                             | 기권                             | 기권                             | 기권                             | 기권                             | 기권                             | 기권                             |
| 1964년            | 기권                          | 기권                          | 기권                          | 기권                          | 기권                          | 기권                          | 기권                          | 기권                          | 기권                          | 기권                             | 기권                             | 기권                             | 기권                             | 기권                             | 기권                             | 기권                             |
| 1968년            | 예선 탈락                     | 예선 탈락                     | 예선 탈락                     | 예선 탈락                     | 예선 탈락                     | 예선 탈락                     | 예선 탈락                     | 예선 탈락                     | 예선 탈락                     | 3                                | 2                                | 0                                | 1                                | 4                                | 2                                | 6                                |
| 1972년            | 준결승                        | 4위                           | 5                             | 1                             | 1                             | 3                             | 8                             | 10                            | 4                             | 5                                | 2                                | 1                                | 2                                | 8                                | 8                                | 7                                |
| 1976년            | 기권                          | 기권                          | 기권                          | 기권                          | 기권                          | 기권                          | 기권                          | 기권                          | 기권                          | 기권                             | 기권                             | 기권                             | 기권                             | 기권                             | 기권                             | 기권                             |
| 1980년            | 기권                          | 기권                          | 기권                          | 기권                          | 기권                          | 기권                          | 기권                          | 기권                          | 기권                          | 기권                             | 기권                             | 기권                             | 기권                             | 기권                             | 기권                             | 기권                             |
| 1984년            | 불참                          | 불참                          | 불참                          | 불참                          | 불참                          | 불참                          | 불참                          | 불참                          | 불참                          | 불참                             | 불참                             | 불참                             | 불참                             | 불참                             | 불참                             | 불참                             |
| 1988년            | 불참                          | 불참                          | 불참                          | 불참                          | 불참                          | 불참                          | 불참                          | 불참                          | 불참                          | 불참                             | 불참                             | 불참                             | 불참                             | 불참                             | 불참                             | 불참                             |
| 1992년            | 불참                          | 불참                          | 불참                          | 불참                          | 불참                          | 불참                          | 불참                          | 불참                          | 불참                          | 불참                             | 불참                             | 불참                             | 불참                             | 불참                             | 불참                             | 불참                             |
| 1996년            | 불참                          | 불참                          | 불참                          | 불참                          | 불참                          | 불참                          | 불참                          | 불참                          | 불참                          | 불참                             | 불참                             | 불참                             | 불참                             | 불참                             | 불참                             | 불참                             |
| 2000년            | 예선 탈락                     | 예선 탈락                     | 예선 탈락                     | 예선 탈락                     | 예선 탈락                     | 예선 탈락                     | 예선 탈락                     | 예선 탈락                     | 예선 탈락                     | 4                                | 0                                | 0                                | 4                                | 4                                | 19                               | 0                                |
| 2004년            | 참가를 거부당함               | 참가를 거부당함               | 참가를 거부당함               | 참가를 거부당함               | 참가를 거부당함               | 참가를 거부당함               | 참가를 거부당함               | 참가를 거부당함               | 참가를 거부당함               | 참가를 거부당함                  | 참가를 거부당함                  | 참가를 거부당함                  | 참가를 거부당함                  | 참가를 거부당함                  | 참가를 거부당함                  | 참가를 거부당함                  |
| 2007년            | 불참                          | 불참                          | 불참                          | 불참                          | 불참                          | 불참                          | 불참                          | 불참                          | 불참                          | AFC 챌린지컵 배정                | AFC 챌린지컵 배정                | AFC 챌린지컵 배정                | AFC 챌린지컵 배정                | AFC 챌린지컵 배정                | AFC 챌린지컵 배정                | AFC 챌린지컵 배정                |
| 2011년            | 예선 탈락                     | 예선 탈락                     | 예선 탈락                     | 예선 탈락                     | 예선 탈락                     | 예선 탈락                     | 예선 탈락                     | 예선 탈락                     | 예선 탈락                     | AFC 챌린지컵 배정                | AFC 챌린지컵 배정                | AFC 챌린지컵 배정                | AFC 챌린지컵 배정                | AFC 챌린지컵 배정                | AFC 챌린지컵 배정                | AFC 챌린지컵 배정                |
| 2015년            | 예선 탈락                     | 예선 탈락                     | 예선 탈락                     | 예선 탈락                     | 예선 탈락                     | 예선 탈락                     | 예선 탈락                     | 예선 탈락                     | 예선 탈락                     | AFC 챌린지컵 배정                | AFC 챌린지컵 배정                | AFC 챌린지컵 배정                | AFC 챌린지컵 배정                | AFC 챌린지컵 배정                | AFC 챌린지컵 배정                | AFC 챌린지컵 배정                |
| 2019년            | 예선 탈락                     | 예선 탈락                     | 예선 탈락                     | 예선 탈락                     | 예선 탈락                     | 예선 탈락                     | 예선 탈락                     | 예선 탈락                     | 예선 탈락                     | 18                               | 3                                | 2                                | 13                               | 12                               | 47                               | 11                               |
| 2023년            | 예선 탈락                     | 예선 탈락                     | 예선 탈락                     | 예선 탈락                     | 예선 탈락                     | 예선 탈락                     | 예선 탈락                     | 예선 탈락                     | 예선 탈락                     | 15                               | 4                                | 2                                | 9                                | 11                               | 52                               | 14                               |
| 2027년            | 미정                          | 미정                          | 미정                          | 미정                          | 미정                          | 미정                          | 미정                          | 미정                          | 미정                          | 진행중(플레이오프 예선으로 전환) | 진행중(플레이오프 예선으로 전환) | 진행중(플레이오프 예선으로 전환) | 진행중(플레이오프 예선으로 전환) | 진행중(플레이오프 예선으로 전환) | 진행중(플레이오프 예선으로 전환) | 진행중(플레이오프 예선으로 전환) |
| 합계              | 1회 진출(1/17)                | 준결승(1회)                   | 5                             | 1                             | 1                             | 3                             | 8                             | 10                            | 4                             | 32                               | 7                                | 4                                | 21                               | 33                               | 87                               | 25                               |
| 순위              | AFC 아시안컵 역대 순위 : 26위 | AFC 아시안컵 역대 순위 : 26위 | AFC 아시안컵 역대 순위 : 26위 | AFC 아시안컵 역대 순위 : 26위 | AFC 아시안컵 역대 순위 : 26위 | AFC 아시안컵 역대 순위 : 26위 | AFC 아시안컵 역대 순위 : 26위 | AFC 아시안컵 역대 순위 : 26위 | AFC 아시안컵 역대 순위 : 26위 |                                  |                                  |                                  |                                  |                                  |                                  |                                  |

## AFC 챌린지컵
| AFC 챌린지컵 기록 | AFC 챌린지컵 기록 | AFC 챌린지컵 기록 | AFC 챌린지컵 기록 | AFC 챌린지컵 기록 | AFC 챌린지컵 기록 | AFC 챌린지컵 기록 | AFC 챌린지컵 기록 | AFC 챌린지컵 기록 |
| 년도              | 결과              | 경기              | 승                | 무*               | 패                | 득점              | 실점              | 승점              |
| ----------------- | ----------------- | ----------------- | ----------------- | ----------------- | ----------------- | ----------------- | ----------------- | ----------------- |
| 2006년            | 조별리그          | 3                 | 1                 | 0                 | 2                 | 3                 | 6                 | 3                 |
| 2008년            | 예선 탈락         | 예선 탈락         | 예선 탈락         | 예선 탈락         | 예선 탈락         | 예선 탈락         | 예선 탈락         | 예선 탈락         |
| 2010년            | 예선 탈락         | 예선 탈락         | 예선 탈락         | 예선 탈락         | 예선 탈락         | 예선 탈락         | 예선 탈락         | 예선 탈락         |
| 2012년            | 예선 탈락         | 예선 탈락         | 예선 탈락         | 예선 탈락         | 예선 탈락         | 예선 탈락         | 예선 탈락         | 예선 탈락         |
| 2014년            | 예선 탈락         | 예선 탈락         | 예선 탈락         | 예선 탈락         | 예선 탈락         | 예선 탈락         | 예선 탈락         | 예선 탈락         |
| 합계              | 조별리그(1회)     | 3                 | 1                 | 0                 | 2                 | 3                 | 6                 | 3                 |

## 아시안 게임
| 아시안 게임 기록 | 아시안 게임 기록 | 아시안 게임 기록 | 아시안 게임 기록 | 아시안 게임 기록 | 아시안 게임 기록 | 아시안 게임 기록 | 아시안 게임 기록 | 아시안 게임 기록 | 아시안 게임 기록 |
| 년도             | 결과             | 순위             | 경기             | 승               | 무*              | 패               | 득점             | 실점             | 승점             |
| ---------------- | ---------------- | ---------------- | ---------------- | ---------------- | ---------------- | ---------------- | ---------------- | ---------------- | ---------------- |
| 1951년           | 독립 이전        | 독립 이전        | 독립 이전        | 독립 이전        | 독립 이전        | 독립 이전        | 독립 이전        | 독립 이전        | 독립 이전        |
| 1954년           | 없음             | 없음             | 없음             | 없음             | 없음             | 없음             | 없음             | 없음             | 없음             |
| 1958년           | 불참             | 불참             | 불참             | 불참             | 불참             | 불참             | 불참             | 불참             | 불참             |
| 1962년           | 불참             | 불참             | 불참             | 불참             | 불참             | 불참             | 불참             | 불참             | 불참             |
| 1966년           | 불참             | 불참             | 불참             | 불참             | 불참             | 불참             | 불참             | 불참             | 불참             |
| 1970년           | 조별리그         | 7위              | 3                | 1                | 0                | 2                | 3                | 3                | 3                |
| 1974년           | 불참             | 불참             | 불참             | 불참             | 불참             | 불참             | 불참             | 불참             | 불참             |
| 1978년           | 불참             | 불참             | 불참             | 불참             | 불참             | 불참             | 불참             | 불참             | 불참             |
| 1982년           | 불참             | 불참             | 불참             | 불참             | 불참             | 불참             | 불참             | 불참             | 불참             |
| 1986년           | 불참             | 불참             | 불참             | 불참             | 불참             | 불참             | 불참             | 불참             | 불참             |
| 1990년           | 불참             | 불참             | 불참             | 불참             | 불참             | 불참             | 불참             | 불참             | 불참             |
| 1994년           | 불참             | 불참             | 불참             | 불참             | 불참             | 불참             | 불참             | 불참             | 불참             |
| 1998년           | 조별리그         | 19위             | 2                | 0                | 0                | 2                | 2                | 9                | 0                |
| 합계             | 2회 출전(2/15)   | 조별리그(2회)    | 5                | 1                | 0                | 4                | 5                | 12               | 3                |

## 동남아시아 축구 선수권 대회
| 아세안 챔피언십 기록 | 아세안 챔피언십 기록 | 아세안 챔피언십 기록 | 아세안 챔피언십 기록 | 아세안 챔피언십 기록 | 아세안 챔피언십 기록 | 아세안 챔피언십 기록 | 아세안 챔피언십 기록 | 아세안 챔피언십 기록 | 아세안 챔피언십 기록 |
| 년도                 | 결과                 | 순위                 | 경기                 | 승                   | 무*                  | 패                   | 득점                 | 실점                 | 승점                 |
| -------------------- | -------------------- | -------------------- | -------------------- | -------------------- | -------------------- | -------------------- | -------------------- | -------------------- | -------------------- |
| 1996년               | 조별리그             | 9위                  | 4                    | 0                    | 0                    | 4                    | 1                    | 12                   | 0                    |
| 1998년               | 예선 탈락            | 예선 탈락            | 예선 탈락            | 예선 탈락            | 예선 탈락            | 예선 탈락            | 예선 탈락            | 예선 탈락            | 예선 탈락            |
| 2000년               | 조별리그             | 7위                  | 4                    | 1                    | 0                    | 3                    | 5                    | 10                   | 3                    |
| 2002년               | 조별리그             | 7위                  | 4                    | 1                    | 0                    | 3                    | 5                    | 18                   | 3                    |
| 2004년               | 조별리그             | 10위                 | 4                    | 0                    | 0                    | 4                    | 2                    | 22                   | 0                    |
| 2007년               | 예선 탈락            | 예선 탈락            | 예선 탈락            | 예선 탈락            | 예선 탈락            | 예선 탈락            | 예선 탈락            | 예선 탈락            | 예선 탈락            |
| 2008년               | 조별리그             | 7위                  | 3                    | 0                    | 0                    | 3                    | 2                    | 12                   | 0                    |
| 2010년               | 예선 탈락            | 예선 탈락            | 예선 탈락            | 예선 탈락            | 예선 탈락            | 예선 탈락            | 예선 탈락            | 예선 탈락            | 예선 탈락            |
| 2012년               | 예선 탈락            | 예선 탈락            | 예선 탈락            | 예선 탈락            | 예선 탈락            | 예선 탈락            | 예선 탈락            | 예선 탈락            | 예선 탈락            |
| 2014년               | 예선 탈락            | 예선 탈락            | 예선 탈락            | 예선 탈락            | 예선 탈락            | 예선 탈락            | 예선 탈락            | 예선 탈락            | 예선 탈락            |
| 2016년               | 조별리그             | 8위                  | 3                    | 0                    | 0                    | 3                    | 4                    | 8                    | 0                    |
| 합계                 | 6회 진출(6/11)       | 조별리그(6회)        | 22                   | 2                    | 0                    | 20                   | 19                   | 82                   | 6                    |

## 주요 선수
- 짠 바타나까
- 오가와 유다이
- 케오 속셀라
- 닉 테일러
- 오른 찬폴린
- 티에리 찬타 빈
- 소우에이 비살
- 훌 키무이
- 림 피소트
- 사 티
- 초운 찬차프
- 쳉 멩
- 소스 수하나
- 코우치 소쿰페아크
- 시엥 찬테아

## 역대 감독
| 감독              | 임기   |
| ----------------- | ------ |
| 교토쿠 고지(임시) | 2024 ~ |